# Helicopsyche borealis
Helicopsyche borealis är en nattsländeart som först beskrevs av Hagen 1861.  Helicopsyche borealis ingår i släktet Helicopsyche och familjen Helicopsychidae. Inga underarter finns listade i Catalogue of Life.